# IC 3321
IC 3321 ist eine Linsenförmige Galaxie vom Hubble-Typ S0 im Sternbild Haar der Berenike am Nordsternhimmel, die schätzungsweise 317 Millionen Lichtjahre von der Milchstraße entfernt ist.

Im selben Himmelsareal befinden sich u. a. die Galaxien IC 3300, IC 3302, IC 3316, IC 3335.
Das Objekt wurde am 23. März 1903 von Max Wolf entdeckt.